# Christiane Oelze
Christiane Oelze (* 9. Oktober 1963 in Köln) ist eine deutsche Lied-, Konzert- und Opernsängerin (lyrischer Sopran).

## Leben
Christiane Oelze studierte Gesang an der Kölner Musikhochschule bei Klesie Kelly-Moog, bei Erna Westenberger in Frankfurt/Main. Meisterkurse bei Elisabeth Schwarzkopf.
Oelze arbeitet weltweit mit berühmten Orchestern und Dirigenten zusammen, u. a. regelmäßig mit den Berliner Philharmonikern und Sir Simon Rattle. Sie ist Solistin bei renommierten Festivals wie den BBC Proms, in Glyndebourne, bei den Salzburger Festspielen, beim Schleswig-Holstein Musik-Festival, dem Lucerne Festival, in Tanglewood und bei Mostly Mozart Festival New York und auch 2012 beim Konzert zum Nationalfeiertag in Wien. Vielbeachtete Auftritte in Neuproduktionen zeigte sie an bedeutenden Opernhäusern wie dem Royal Opera House Covent Garden, der Hamburgischen Staatsoper, und der Opéra National de Paris.
Oelze gilt insbesondere als Mozart-Interpretin und profilierte sich ebenso mit Rollen der Klassischen Moderne. Sie setzt sich für die von den Nationalsozialisten als „Entartete Musik“ verbotenen Werke der Komponisten Hanns Eisler, Kurt Weill und Viktor Ullmann ein. Ihre besondere Liebe gilt der Gattung Lied, bei der es Oelze auf die „Verschmelzung“ von vokalem und instrumentalem Part ankommt. In Liederabenden aufgetreten ist Oelze mit ihrem langjährigen Klavierpartner Eric Schneider und mit Solopianisten wie Mitsuko Uchida (in der Carnegie Hall) und Pierre-Laurent Aimard (u. a. bei der Mozartwoche Salzburg und beim Aldeburgh Festival).
Sie lehrte von 2003 bis 2008 als Professorin für Gesang an der Robert Schumann Hochschule in Düsseldorf. Außerdem gab sie 2010 Kurse in den Niederlanden, 2011 in der Schweiz und 2014 in Wien.

## Diskografie
Aufnahmen realisierte sie bei den Labels Deutsche Grammophon, Teldec, Capriccio, Berlin Classics und Phoenix. Ihre Mahler-Symphonie Nr. 4, arrangiert von Erwin Stein, wurde 2006 mit dem Preis der deutschen Schallplattenkritik ausgezeichnet, ebenso 2016 ihre Schönberg-Streichquartette Nr. 2 und Nr. 4. 2015 umfasste ihre Diskografie 70 CD- und DVD-Produktionen.